# Настоящая боль
«Настоящая боль» (англ. A Real Pain) — американский художественный фильм в жанре комедийной драмы режиссёра Джесси Айзенберга, вышедший в 2024 году. Главные роли сыграли сам Айзенберг и Киран Калкин. Премьера кинокартины состоялась в январе 2024 года на 40-м кинофестивале «Сандэнс». Фильм удостоился двух номинаций на «Оскар» (2025).
Сценарий к фильму написал сам режиссёр Джесси Айзенберг.

## Сюжет
После смерти бабушки, пережившей Холокост, её завещание приводит двоюродных братьев Дэвида и Бенджи на тур по еврейским историческим местам в Польше. Дэвид — семьянин, тревожный и сдержанный; Бенджи — неуравновешенный, эмоциональный, обнажённо искренний. К ним присоединяется небольшая группа туристов: разведённая Марсия, британский гид Джеймс, супружеская пара пенсионеров и Элог, переживший геноцид в Руанде и недавно принявший иудаизм. Контраст между Дэвидом и Бенджи развивает эмоциональную динамику.
Бенджи провоцирует и шокирует — от серьёзных реплик о «туристическом Холокосте в первом классе» до фривольного поведения. Он ставит под сомнение само понятие памяти, утверждая, что участники дистанцированы от реальной боли, называя своё переживание «настоящей болью». Дэвид пытается держать ситуацию под контролем, но постепенно его настигают не только исторические, но и личные травмы. Он внезапно открывается, рассказывая об отношениях с бабушкой и семье.

## В ролях
- Джесси Айзенберг — Дэвид Каплан

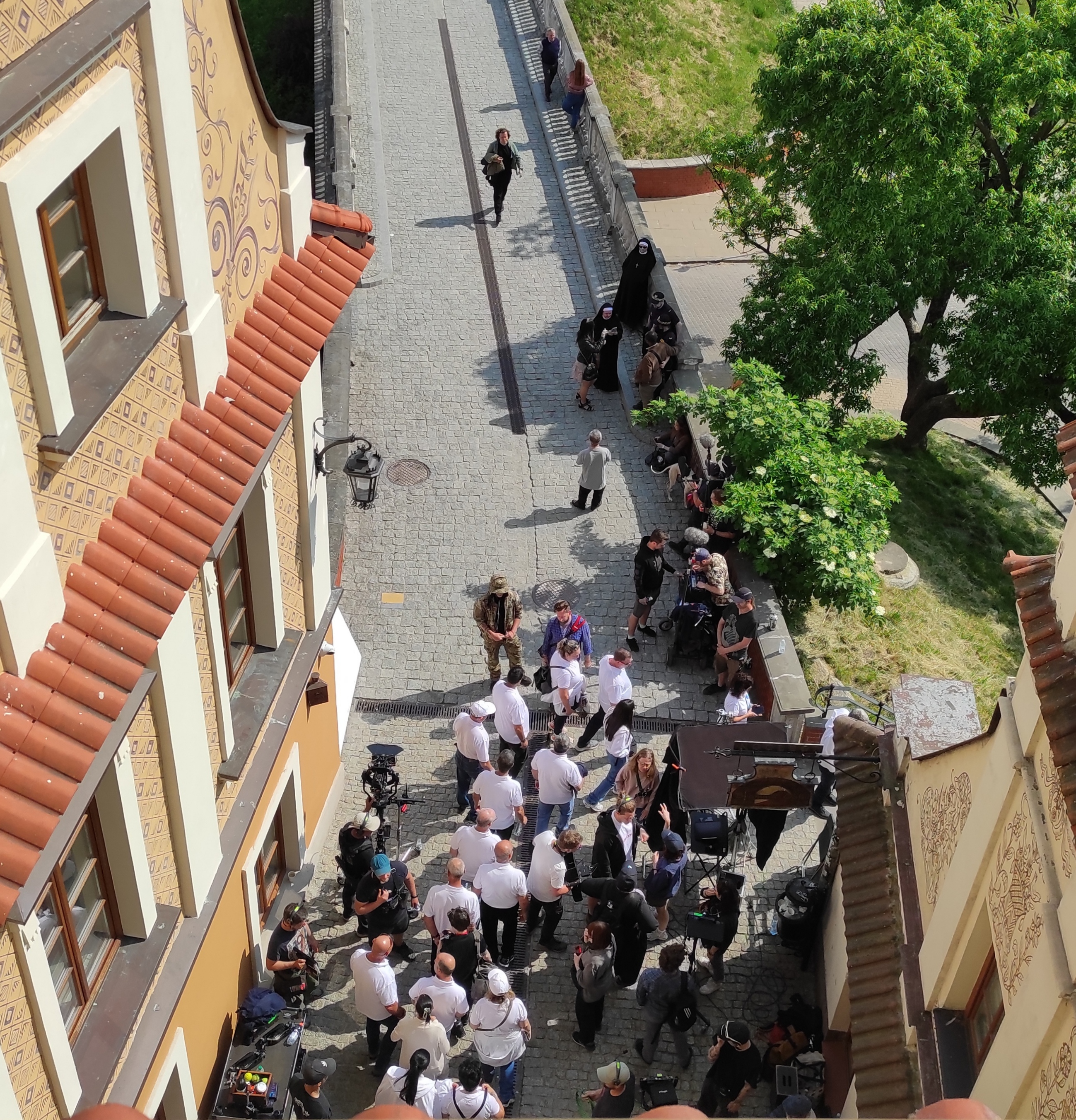
Съёмки фильма в Люблине

- Киран Калкин — Беньямин «Бенджи» Каплан
- Уилл Шарп — Джеймс
- Дженнифер Грей — Марсия
- Эллора Торчия[англ.] — Прия

## Релиз и восприятие
Премьера «Настоящей боли» состоялась 20 января 2024 года на 40-м кинофестивале «Сандэнс». Вскоре после этого компания Searchlight Pictures приобрела права на кинотеатральный прокат фильма по всему миру за 10 миллионов долларов на аукционе фестиваля.
Главным кинокритик журнала Variety Оуэн Глейберман в своей рецензии высоко оценил режиссуру Айзенберга, напророчив ему блестящую карьеру на данном поприще,  а также отметил игру Калкина в роли Бенджи.

## Награды и номинации
Фильм был удостоен ряда престижных наград, включая премию «Оскар» за лучшую мужскую роль второго плана.
| Премия                              | Категория                                | Номинант         | Результат |
| ----------------------------------- | ---------------------------------------- | ---------------- | --------- |
| «Оскар»                             | Лучшая мужская роль второго плана        | Киран Калкин     | Победа    |
| «Оскар»                             | Лучший оригинальный сценарий             | Джесси Айзенберг | Номинация |
| «Золотой глобус»                    | Лучший фильм — комедия или мюзикл        |                  | Номинация |
| «Золотой глобус»                    | Лучшая мужская роль — комедия или мюзикл | Джесси Айзенберг | Номинация |
| «Золотой глобус»                    | Лучшая мужская роль второго плана        | Киран Калкин     | Победа    |
| «Золотой глобус»                    | Лучший сценарий                          | Джесси Айзенберг | Номинация |
| BAFTA                               | Лучшая мужская роль второго плана        | Киран Калкин     | Победа    |
| BAFTA                               | Лучший оригинальный сценарий             | Джесси Айзенберг | Победа    |
| «Выбор критиков»                    | Лучшая комедия                           |                  | Победа    |
| «Выбор критиков»                    | Лучшая мужская роль второго плана        | Киран Калкин     | Победа    |
| «Выбор критиков»                    | Лучший оригинальный сценарий             | Джесси Айзенберг | Номинация |
| «Независимый дух»                   | Лучшая роль второго плана                | Киран Калкин     | Победа    |
| «Независимый дух»                   | Лучший сценарий                          | Джесси Айзенберг | Победа    |
| «Спутник»                           | Лучшая фильм — комедия или мюзикл        |                  | Номинация |
| «Спутник»                           | Лучшая мужская роль — комедия или мюзикл | Джесси Айзенберг | Номинация |
| «Спутник»                           | Лучшая мужская роль второго плана        | Киран Калкин     | Номинация |
| «Спутник»                           | Лучший оригинальный сценарий             | Джесси Айзенберг | Победа    |
| Национальный совет кинокритиков США | Лучшая мужская роль второго плана        | Киран Калкин     | Победа    |
| Национальный совет кинокритиков США | Топ 10 лучших фильмов года               |                  | Победа    |
| Премия Гильдии киноактёров США      | Лучшая мужская роль второго плана        | Киран Калкин     | Победа    |
| Премия Гильдии продюсеров США       | Лучший фильм                             |                  | Номинация |
| Премия Гильдии сценаристов США      | Лучший оригинальный сценарий             | Джесси Айзенберг | Номинация |